# Toxicoscordion nuttallii
Toxicoscordion nuttallii är en nysrotsväxtart som först beskrevs av Asa Gray, och fick sitt nu gällande namn av Per Axel Rydberg. Toxicoscordion nuttallii ingår i släktet Toxicoscordion och familjen nysrotsväxter. Inga underarter finns listade.